# Raúl Súnico
Raúl Fernando Súnico Galdames (Talcahuano, 28 de julio de 1964) es un ingeniero de ejecución en administración de empresas y político chileno, militante del Partido Socialista (PS). Se desempeñó como diputado de la República en representación del antiguo distrito n.º 43 entre 2006 y 2010. Posteriormente, ejerció como subsecretario de Pesca y Acuicultura entre 2014 y 2017, bajo la segunda presidencia de Michelle Bachelet.

## Familia y estudios
Nació el 28 de julio de 1964, en Talcahuano, hijo de Raúl Súnico Hernández y de Luisa Galdames Contreras.
Realizó sus estudios primarios en la Escuela México de Talcahuano, mientras que los secundarios en el Liceo Industrial de Higueras en la misma ciudad. Ingresó a la Universidad del Biobío, donde estudió Ingeniería de ejecución eléctrica entre 1983 y 1986. Posteriormente cursó entre 1994 y 1997, la carrera de Ingeniería de ejecución en administración de empresas en el Instituto Profesional Virginio Gómez.
Está casado con Marcela Viveros Garay, con quien es padre de dos hijos.

## Trayectoria política

### Inicios; dirigente estudiantil
En el ámbito político, entre 1984 y 1985, fue vicepresidente de la primera Federación de Estudiantes de la Universidad del Biobío y dirigente nacional de la Confederación de Estudiantes de Chile (Confech). A partir de ese mismo año y hasta 1990, fue asesor sindical y de organizaciones sociales.
Durante el plebiscito nacional de 1988, integró la Secretaría Ejecutiva del «Comando Regional por el NO».

### Gobierno de Patricio Aylwin
Entre 1990 y 1992, se desempeñó como asesor del intendente de la Región del Biobío, Adolfo Veloso. Ese mismo año y hasta 1993, fue administrador general de la Corporación Cuenca del Carbón. Paralelamente, entre 1990 y 1994, fue jefe de gabinete del diputado Juan Martínez Sepúlveda e integró la oficina parlamentaria del también diputado, José Antonio Viera-Gallo.
En 1993, se incorporó al Partido Socialista (PS), donde ha ocupado cargos en la dirección de la colectividad, incluidos cuatro años en la Comisión Política.
Por otra parte, entre 1993 y 1994, dirigió el Instituto Nacional de la Juventud (Injuv) de la zona; y desde ese año hasta 2001, fue jefe del Departamento Municipalidades, Planes y Programas del gobierno regional.

### Gobierno de Eduardo Frei Ruiz-Tagle
Entre las actividades desempeñadas en la Región del Biobío destacan su labor como voluntario de la 1ª Compañía de Bomberos de Talcahuano ("Bomba Eduardo Cornou Chabry"). Fue impulsor del Pase del Adulto Mayor y Escolar en el contexto de la primera licitación del transporte público del Gran Concepción; director del Fondo de Innovación Tecnológica (Innova Biobío); y secretario ejecutivo del Programa de Desarrollo Territorial y del Programa Chile Emprende.

### Gobierno de Ricardo Lagos
El 15 de enero del 2001, fue nombrado como secretario regional ministerial (Seremi) del Ministerio de Transportes y Telecomunicaciones en la Región del Biobío, bajo el gobierno del presidente Ricardo Lagos.
Entre 2002 y 2005, fue jefe de la División de Análisis y Control de Gestión del Gobierno Regional, y entre 2000 y 2005, ejerció como intendente regional subrogante (s), de la Región del Biobío. Asimismo, presidió la Comisión de Desarrollo de las Ciudades, por instrucción del intendente de dicha región.
Para las elecciones municipales de 2004, fue jefe de campaña de Leocán Portus, para la segunda vuelta de la elección de alcalde de Talcahuano, en la que resultó elegido por el periodo 2004-2008.

### Diputado
En las elecciones parlamentarias de 2005, fue elegido como diputado por el PS, representando al entonces distrito n.º 43, correspondiente a las comunas de Talcahuano y Hualpén para el LII Periodo Legislativo (2006-2010). Integró las comisiones permanentes de Ciencia y Tecnología; de Pesca, Acuicultura e Intereses Marítimos; y de Hacienda. Junto con la Comisión Investigadora sobre Central Pangue; la Comisión Especial sobre Intervención Electoral; y la Comisión Especial Mixta de Presupuestos. Ente el 19 de marzo de 2009 y el 10 de marzo de 2010 fue segundo vicepresidente de la Cámara de Diputados.
En las elecciones parlamentarias de 2009, se presentó para su reelección por el mismo distrito, pero no resultó reelecto. En las elecciones parlamentarias de 2013, presentó nuevamente su candidatura a la Cámara por el distrito n.º 43, sin tampoco resultar electo.

### Segundo gobierno de Michelle Bachelet
El 28 de enero de 2014, se dio a conocer su nombramiento como futuro subsecretario de Pesca y Acuicultura por la presidenta electa Michelle Bachelet. Se desempeñó en el cargo, entre el 11 de marzo de 2014 y el 23 de enero de 2017, fecha en que presentó su renuncia al cargo tras la información revelada por el medio Ciper respecto a correos electrónicos enviados por el expresidente de Asipes, Felipe Moncada, a sus directores, que apuntaban a que habría favorecido al gremio industrial durante su gestión como subsecretario. A esto se sumaron los pagos por un total de $33 millones de pesos que Asipes le depositó a su cónyuge entre 2010 y 2013, época en que era asesor del entonces alcalde de Talcahuano.

## Historial electoral

### Elecciones parlamentarias de 2005
- Elecciones parlamentarias de 2005, candidato a diputados por el distrito 43 (Talcahuano y Hualpén)[4]

### Elecciones parlamentarias de 2009
- Elecciones parlamentarias de 2009, candidato a diputado por el distrito 43 (Talcahuano y Hualpén)[5]

### Elecciones parlamentarias de 2013
- Elecciones parlamentarias de 2013, candidato a diputado por el distrito 43 (Talcahuano y Hualpén)[6]